# Caladenia ultima
Caladenia ultima är en orkidéart som beskrevs av Stephen Donald Hopper och Andrew Phillip Brown. Caladenia ultima ingår i släktet Caladenia och familjen orkidéer. Inga underarter finns listade i Catalogue of Life.